# 里加和约
《里加和约》（波蘭語：Traktat Ryski）也称《里加条约》，由波兰第二共和国、俄罗斯苏维埃联邦社会主义共和国和乌克兰苏维埃社会主义共和国于1921年3月18日在今拉脱维亚里加签署，标誌着波苏战争的结束。
和约将西乌克兰和西白俄罗斯以及立陶宛的一部分划归波兰。波蘭立陶宛聯邦在第一及第二次瓜分波蘭時被俄羅斯分得的土地大部份仍然未能重歸波蘭所有。

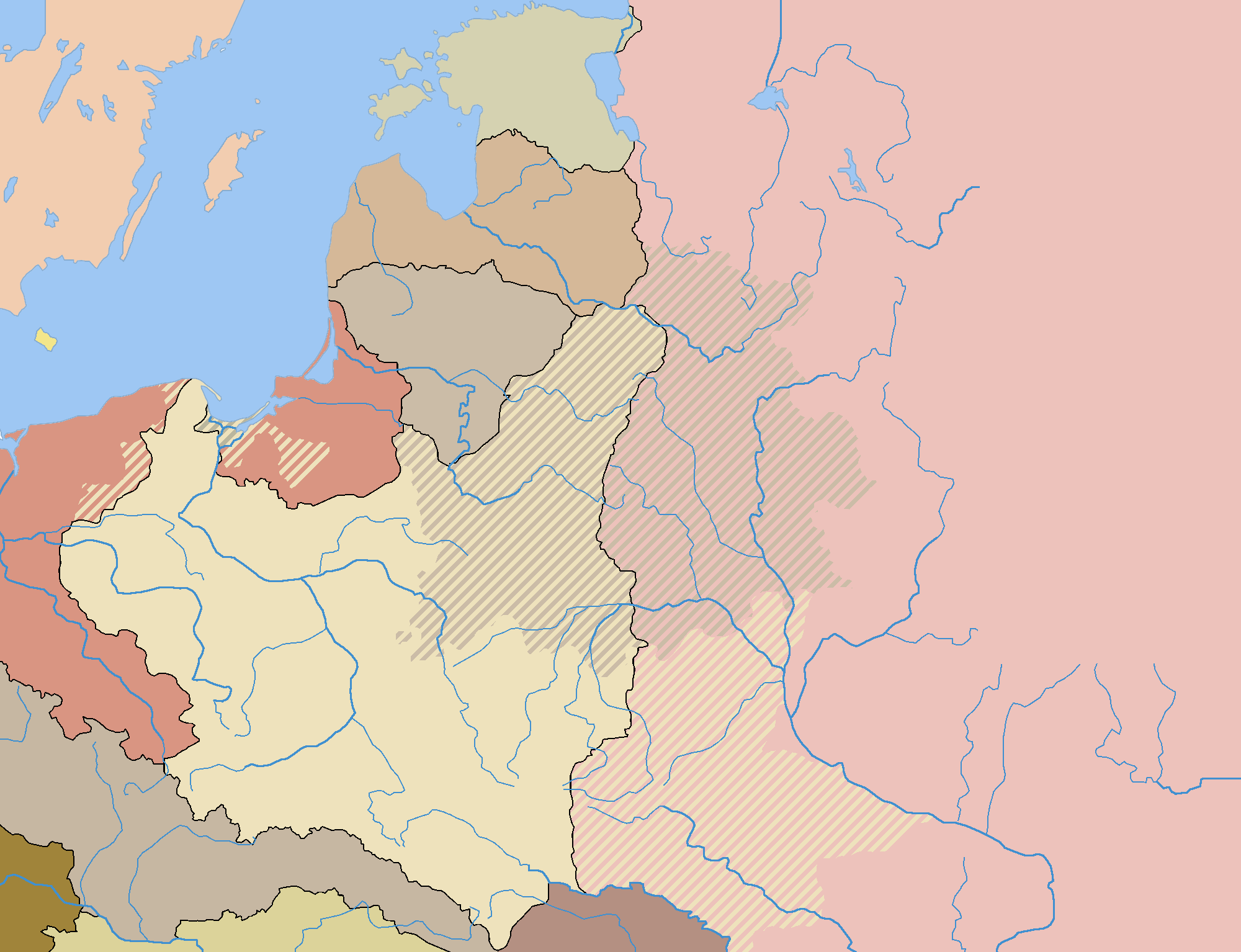
《里加和約》後的波蘭邊界與1772年被第一次瓜分前的波蘭立陶宛聯邦比較

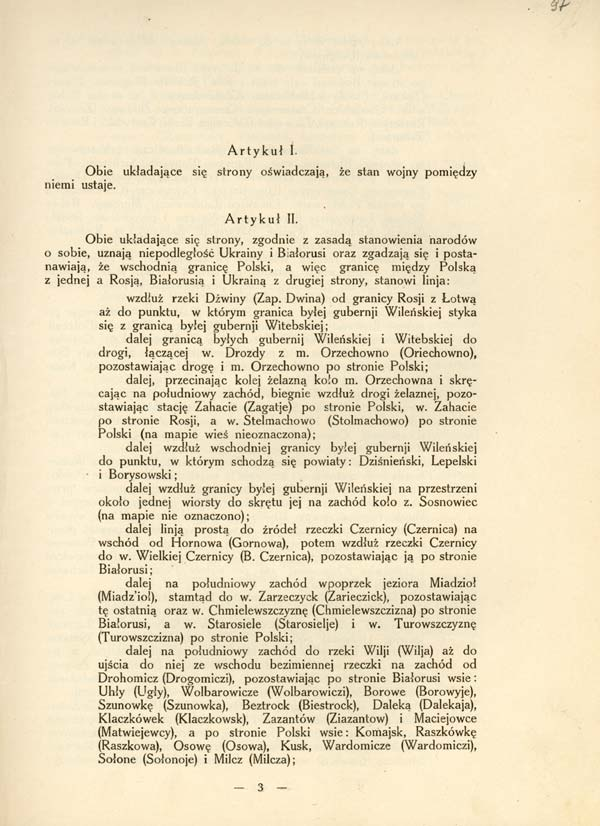
里加和約第2頁（波蘭文版本）

另外，波蘭獲得三千萬盧布，作為波蘭在被瓜分時期向俄羅斯帝國的經濟投入的補償；蘇俄需歸還那些在1772年後被俄方掠去的波蘭藝術品及國寶；雙方放棄向對方索取戰爭賠款。
里加和约中从苏俄划走的领土在1939年9月重新被苏联红军占领，并且在1945年第二次世界大战结束后被并入白俄罗斯和乌克兰，当地的波兰人则被强制搬迁至波兰领土。
雖然由西蒙·彼得留拉領導的烏克蘭人民共和國在1920年與波蘭結為軍事同盟，此後與波蘭人並肩作戰，不過波蘭在和約談判中卻不太關注對彼得留拉的條約義務。波蘭人接受《里加和約》，其實是違反了禁止單獨談判和平的波蘭與烏克蘭的軍事同盟條款。